# CD Puerta Bonita
CD Puerta Bonita (voluit Club Deportivo Puerta Bonita) is een Spaanse voetbalclub met als thuisbasis het Estadio Antiguo Canódromo in Madrid. Het team speelt sinds 2013/14 in de Segunda División B.

## Historie
CD Puerta Bonita speelde lang in de Tercera División, en eindigde vaak net boven de degradatiestreep. In het seizoen 2012/13 werd de club kampioen en promoveerde naar de Segunda División B.
Burgos CF ·
Celta de Vigo B · 
SD Compostela ·
Coruxo FC · 
CD Covadonga ·
Cultural Leonesa ·
Deportivo La Coruña ·
Racing de Ferrol · 
CD Guijuelo ·
UP Langreo ·
CD Lealtad ·
Club Marino de Luanco ·
CD Numancia ·
Real Oviedo B·
Pontevedra CF ·
Salamanca CF ·
Unionistas de Salamanca CF ·
 Sporting Gijón B ·
Real Valladolid B ·
Zamora CF ·